# Константиновка (Раздольненский район)
Константи́новка (укр. Костянтинівка, крымскотат. Konstantinovka, Константиновка) — исчезнувшее село в Раздольненском районе Республики Крым, располагавшееся на востоке района, в степной части Крыма, примерно в 1 км северо-восточнее современного села Воронки.

## История
Впервые в доступных источниках Константиновка встречается в Статистическом справочнике Таврической губернии 1915 года, согласно которому в посёлке Константиновка Коджамбакской волости Евпаторийского уезда числилось 10 дворов (все дворы с землёй) с русским населением в количестве 94 человек приписных жителей, из которых 47 мужчин и 47 женщин. Жители владели 100 десятинами удобной земли. В хозяйствах имелось 79 лошадей, 30 волов, 18 коров и 160 голов мелкого скота.
После установления в Крыму Советской власти, по постановлению Крымревкома от 8 января 1921 года № 206 «Об изменении административных границ» была упразднена волостная система и село вошло в состав Бакальского района Евпаторийского уезда, а в 1922 году уезды получили название округов. 11 октября 1923 года, согласно постановлению ВЦИК, в административное деление Крымской АССР были внесены изменения, в результате которых округа были отменены, Бакальский район упразднён и село вошло в состав Евпаторийского района. Согласно Списку населённых пунктов Крымской АССР по Всесоюзной переписи 17 декабря 1926 года, в селе Константиновка, Кадышского сельсовета (в котором село состояло всю дальнейшую историю) Евпаторийского района, числилось 15 дворов, все крестьянские, население составляло 69 человек, из них 68 русских и 1 татарин. После создания 15 сентября 1931 года Фрайдорфского (переименованного в 1944 году в Новосёловский) еврейского национального района Константиновку включили в его состав.
С 25 июня 1946 года Константиновка в составе Крымской области РСФСР, а 26 апреля 1954 года Крымская область была передана из состава РСФСР в состав УССР. 25 июля 1953 года Новоселовский район был упразднён и село включили в состав Раздольненского. Время включения в Воронкинский сельсовет пока не установлено: на 15 июня 1960 года село уже числилось в его составе. К 1968 году посёлок Константиновку присоединили к селу Воронки (согласно справочнику «Крымская область. Административно-территориальное деление на 1 января 1968 года» — в период с 1954 по 1968 годы), но, исходя из имеющихся данных по начальному местоположению, это было укрупнение — переселение жителей в центральую усадьбу с ликвидацией прежнего поселения.